# Góry Dżojskie
Góry Dżojskie (ros.: Джойский хребет, Dżojskij chriebiet) – pasmo górskie w azjatyckiej części Rosji, w Chakasji, w północnej części łańcucha Sajanu Zachodniego. Rozciąga się na długości ok. 75 km między Abakanem i Jenisejem. Najwyższy szczyt pasma ma wysokość 1439 m n.p.m. Góry zbudowane są z łupków i wapieni. Na północy do wysokości 800–900 m n.p.m. występują lasy modrzewiowo-sosnowe; w wyższych partiach dominuje tajga ciemna.